# 상도 (드라마)
《상도》(商道)는 MBC 월화 드라마로 2001년 10월 15일부터 2002년 4월 2일까지 방송되었다. 조선 후기 상인 임상옥의 활동을 다룬 최인호 작가의 소설을 원작으로 하였다. 임상옥은 조선시대 최고의 거부이자 무역상으로 당시 모든 상인들로부터 존경과 흠모를 한 몸에 받았던 인물이다.
드라마가 중반 이후 시청률이 오르자 10회 연장이 결정되었으며, 이 과정에서 최완규 작가가 중도 하차해야 했다.
한편 손창민, 김하늘 등이 주인공 물망에 올랐으나 개인 사정 때문에 고사했다.
아울러 해당 프로그램이 이병훈 PD의 MBC 소속으로서의 마지막 연출 프로그램이었는데 해당 프로그램을 마지막으로 2002년 정년 퇴임하여 이후 프로그램은 프리랜서 신분으로 연출했으며 드라마에 맞추어 개작 수준으로 원작의 내용을 바꾸어서 원작 팬들의 입맛에도 맞지 않았다.

## 제작진
- 기획: 이병훈
- 원작: 최인호 《상도》
- 극본
  - 최완규(1~40회)
  - 정형수(41~50회)
- 연출: 이병훈

## 등장 인물

### 주요 인물
- 이재룡(아역 맹세창): 임상옥 역

조선 최고의 거부(巨富)로 (1779∼1849) 순조때 인삼무역으로 만금의 돈을 모은다. 미천한 장돌뱅이 신분에서 3품 벼슬의 귀성부사에까지 오른 파란만장한 생애의 입지적인 인물. 시가(詩歌)에 능하다. 상도정신(商道情神)으로 후세에 길이 존경과 흠모를 받는다.
- 김현주: 박다녕 역

박주명의 며느리->딸로 의주 송방의 여행수(女行首). 미모와 총명함을 겸비하고 이재에 뛰어난 재능을 지님. 사연을 가진 여인으로 상거래로 임상옥과 수없이 부딪치며 우여곡절을 겪는 과정에서 임상옥을 깊이 사랑한다.
- 정보석: 정치수 역

홍득주 객주의 행수(行首) 양반출신으로 가난에 한이 맺혀 과거의 꿈을 접고 거부가 되고저 상업에 투신,홍득주 문하에서 상인의 길을 걷는다.평생 임상옥과 애증관계, 상인관계에서 대결 한다. 학문적 바탕이 있고 상술에 능함.
- 이순재: 박주명 역

송도 제일의 거상. 장사꾼은 "수단과 방법을 가리지 않고 돈을 버는 것이 최고 덕목"이라는 신념을 갖고 냉혹하게 돈을 모아 거부(巨富)가 된다. 무역업에 진출, 조선의 모든 상권을 장악하려는 야심을 갖고 있다.

### 만상
- 박인환: 홍득주 역

의주의 이름 있는 괄괄한 성격의 물상객주.지독한 구두쇠. 임상옥을 아끼고 인정한다. 박주명의 계략에 걸려 모든 점포가 송상으로 넘어가고 나락에 떨어진다.
- 김자옥: 홍득주의 처 허씨 역
- 홍은희: 홍득주의 딸 홍미금 역

홍득주의 딸. 겉으로는 오만하고 자존심이 강하나 내심으론 다정다감하고 정이 많다. 처음에는 임상옥을 무시하다가 그의 사람됨을 알고부터 그를 사랑하게 되며 후에 임상옥의 부인이 된다.
- 정명환: 본전 대행수 김두관 역
- 이희도: 유기전 행수 허삼보 역(홍미금의 외종사촌 오빠)
- 홍진희: 허삼보의 부인 역(홍미금의 외종사촌 새언니)
- 이계인: 비단전 행수 배순탁 역
- 차주옥: 배순탁의 부인 역
- 배도환: 비단전 서기 유두철 역
- 신국: 대정강 선단 행수 홍태주 역(홍득주의 동생)
- 차윤회: 만상 집사 역

### 유상
- 최란: 유상 대행수 우여란 역
- 유준석: 행수 역
- 정대홍: 보부상 대장 역
- 이정훈: 박종일 역(원작 소설에서는 임상옥의 평생 사업 동반자이나 드라마에서는 역할이 미미함)

### 송상
- 정호근: 행수 장석주 역
- 나성균: 행수 김태출 역
- 맹상훈: 대행수 황대호 역
- 백현숙: 본전 서기 정소례 역
- 서범식: 임진한 역(훈련원 군관 출신)
- 최재호: 분점 도방 신호승 역
- 윤석오: 분점 도방 장만칠 역
- 박종설: 한양 송방 서기 서용구 역

### 임상옥 일가
- 송재호: 임봉핵 역

상옥의 부친. 돈을 벌기 위해 상옥과 함께 송상 박주명 상단의 말단 말몰이꾼이 되어 청나라 땅을 밟는다. 하지만 박주명의 어처구니 없는 배신으로 죄를 뒤집어쓰고 억울하게 참수 당한다.
- 맹세창: 임상옥 아역
- 나문희: 임상옥의 어머니 한씨 역
- 전혜수: 임상옥의 여동생 임상희 역
- 김일웅: 임상옥의 남동생 임상연 역

### 사당패
- 김용건: 모가비 길천구 역
- 김세준 (아역 이재응): 대가리 역
- 김동수 (아역 미상): 억쇠 역
- 김영석: 망태 역
- 이아현: 진초례 역
- 채명지 (아역 박은빈): 막봉 역
- 김유미: 윤채연 역

2002년 1월1일 신년특집극 다연 에도
여주인공 으로 출연
- 손유경: 망구 역

### 조선의 왕
- 정선일: 순조 역

### 그 외
- 박영지: 세도가 박종경 역
- 오승룡: 세도가 호조판서 김두식 역
- 이주현: 경차관(敬差官) 장명국 역(임상옥이 의뢰한 고사 해석을 해주는 것으로 보아 원작 소설의 추사 김정희를 대신하는 역할로 보임)
- 박태호: 초기 의주부윤 역
- 이성호: 중기 의주부윤 역
- 홍성선: 후기 의주부윤 역
- 박찬환: 홍경래 역
- 박병훈: 우군칙 역
- 김선동: 홍총각 역
- 김영: 만부차사 역
- 이숙: 주모 안주댁 역
- 이대로: 임상옥이 도피중일때의 유기장 기술자 역
- 최병학: 홍삼 증포 기술자 박유철 역
- 임현식: 태천관아 관기 섬섬이의 남편이자 교량건설 기술자 양수동 역(특별출연)
- 문회원: 태천 향반 황진사 역
- 오정석: 태천관아 이방 역
- 이도련: 양서어사 역
- 강상구: 평양감영 판관 이명우 역
- 조명남: 우의정 윤정호 역
- 김건호: 경상 대방 역
- 정기성: 김삿갓 역
- 한호웅: 송도관아 판관 역
- 신동미: 평양감영 기생 역
- 나재균: 순무사의 수하장군 역
- 한춘일: 광대 역
- 정종현
- 이진목
- 공재원
- 전해룡
- 이정성
- 주부진
- 박형선
- 고정민
- 박우열

### 청국 인물
- 한희: 장미령 역ㅡ임상옥을 사랑함
- 한미진: 이화령 역

한희는 이후 은퇴
- 송귀현: 왕조시 역
- 김형철: 주병성 역
- 박정우: 김대환 역
- 송경철, 나재균, 이의선, 김태형, 이정길: 청국 상인 역
- 최자혜: 연경 홍등가 기생 역

## 편성 변경
- 2002년 1월 1일: 23~24회 연속 편성
- 2002년 1월 22일: 방송 분량이 40부작에서 10회 연장되어 50부작으로 변경 및 확정되었다.

## 결방 사유
- 2001년 12월 31일: 《MBC 10대 가수 가요제》 편성으로 인해 결방[7]

## 수상 경력
- 2001년 제14회 그리메상 최우수남자연기상 이재룡
- 2002년 제29회 한국방송대상 TV드라마부문 작품상
- 2001년 MBC 연기대상 여자 우수상 김현주
- 2001년 MBC 연기대상 연기자 부문 남자 특별상 김용건
- 2002년 MBC 연기대상 연속극부문 남자 최우수상 이재룡